# Daucus sahariensis
Daucus sahariensis är en flockblommig växtart som beskrevs av Svante Samuel Murbeck. Daucus sahariensis ingår i släktet morötter, och familjen flockblommiga växter. Inga underarter finns listade i Catalogue of Life.